# Дамдінов Даріжап Дугарович
Даріжап Дугарович Дамді́нов (нар. 13 лютого 1912, Урда-Ага — пом. 31 жовтня 1942, Улан-Уде) — бурятський радянський поет, журналіст і перекладач.

## Біографія
Народився 31 січня [13 лютого] 1912 року в селі Урда-Ага (нині Агінський район Забайкальського краю Росії). Працював у пресі. Упродовж 1939—1941 років навчався в Ленінградському комуністичному інституті журналістики. Помер в Улан-Уде 31 жовтня 1942 року.

## Творчість
Друкувався з 1932 року. Автор поетичних збірок:
- «Энэ — манай»/«Це — наше» (1940);
- «Золто үдэрнұұд»/«Щасливі дні» (1941);
- «Илалтын дуунууд»/«Пісні перемоги» (1959).

Спираючись на фольклорний матеріал, писав вірші та казки для дітей.
Був одним із перших перекладачів творів Тараса Шевченка в Бурятії. З його передмовою та перекладами вірша «Заповіт» (вперше опубліковано 9 березня 1939 року в газеті «Буряад-Монголой унэн»/«Бурят-Монгольська правда») і поеми «Наймичка» вийшла збірка Тараса Шевченка бурятською мовою «Зуlеgууd bа poeemenyyd»/«Вірші та поеми» (Улан-Уде, 1939).